# جون كلارك (لاعب كريكت بريطاني)
جون كلارك (25 ديسمبر 1948 في المملكة المتحدة - ) (بالإنجليزية: John Clarke)‏ هو لاعب كريكت بريطاني. لعب مع نادي مقاطعة ساسكس للكركيت ‏.

## وصلات خارجية
- جون كلارك على موقع إي آس بي آن كريك إنفو (الإنجليزية)